# Lina Vila
Lina Vila (Zaragoza, 1970) es una artista, pintora y escultora española, con trabajos destacados en el área de las instalaciones artísticas, la fotografía, el dibujo y el grabado.

## Biografía
Nació en Zaragoza en 1970. En 1994 se licenció en bellas Artes en la Facultad San Jorge de la Universidad de Barcelona. Entre 2002 y 2004, fue becaria de la Casa de Velázquez de Madrid. Su obra ha sido expuesta en países como España, Italia, Alemania, Portugal y Francia.
Fue seleccionada para el programa de "Arte Joven en itinerancia", promovido por Ibercaja y Gobierno de Aragón. Desde 1995 ha sido protagonista de más de una docena de exposiciones individuales, y ha sido requerida por los comisarios de importantes colectivas como la titulada "Relatos/Erzählugen" que viajó a Alemania, o la más reciente "Interzonas 2006", recorrido por el arte último europeo que pudo verse en el Palacio de Sástago de la Diputación Provincial de Zaragoza. Su trabajo ha sido representado por galerías privadas, como Fernando Latorre, de Madrid.
En 2021, fue una de las artistas elegidas por el Ayuntamiento de Zaragoza para reinterpretar las obras de Francisco de Goya como homenaje durante el 275 aniversario de su nacimiento en una exposición que llevó por nombre Figuras de Goya y en la que también participaron otros artistas como Julia Dorado, Teresa Ramón, Sylvia Pennings, María Buil, Pepe Cerdá, Ignacio Mayayo, Paco Simón, Lalo Cruces y Sergio Abraín.

## Reconocimientos
Fue reconocida con el premio Isabel de Portugal así como con el Premio de Artes de 'Artes & Letras'. En 2021, consiguió el Premio de Expresión Plástica concedido por la Fundación Ramón J. Sender y el Centro de la UNED de Barbastro.

## Exposiciones Individuales
- 1995. La edad de la memoria. Filosofía y Letras. Zaragoza./ Galería Manel Mayoral.  Barcelona.

- 1996. Entre nosotras y aquellas. Sala Juana Francés. Zaragoza. / Memoria Gráfica. Sala Barbasán. C.A.I. Zaragoza. /Pati Maning. Barcelona.

- 1997. Pequeño formato del desamor y otras historias. Sala Torrenueva. Zaragoza.

- 1998. Ayuntamiento de Vinarós. Castellón.

- 2000. Galería Gràcia. Barcelona. / Galería de Arte El Comendador. Vinarós.

- 2001. La vida y su sombra. Palacio de los Morlanes. Zaragoza.

- 2003. VANITAS. Alliance Française. Casa Taulé. Sabadell. Barcelona./ VANITAS. CAI Huesca.

- 2004. ME LLAMO ROJO.  Monasterio de VERUELA. Zaragoza./ Galerie  "L´Espace d´Arts". La Rochelle. Francia.

- 2005. VIGILIA. Exposición itinerante . Ibercaja y Delegación del Gobierno en Aragón.

- 2005. DIBUJOS DEL  ALIVIO. Galería FERNANDO LATORRE. Zaragoza.

- 2006. MUSEO DE ALBARRACÍN "Martín Almagro". Albarracín. Teruel./ VIGILIAS. Sala Torrenueva. Ibercaja.

- 2008. ANIMALES CONMIGO. Galería CAMPOS. Zaragoza.

- 2008. CONSEJO DE MADRE. Espacio Valverde. Madrid.

- 2008. COMO UN ANIMAL SALVAJE. Cariñena. Zaragoza.

- 2009. O ENCARNADO. Câmara dos Azuis. Lisboa.

- 2010. O ENCARNADO. Palacio do Freixo. Oporto.

- 2010. LA BOCA DEL LOBO. Galería A del Arte. Zaragoza.

- 2013. “Blanco” Galería EspacioValverde. Madrid/ “Diario de invierno”. USJ. Zaragoza.

- 2013. “Buscando señales”. Generalitat de Lleida. Lérida.

- 2014. “Reflexiones sobre la naturaleza”. Festival Miradas de Mujeres. Espacio mudéjar-calahorrí. Tobed. Zaragoza.

- 2014. “Escapar a la biografía”. Galería A del Arte. Zaragoza

## Exposiciones Colectivas
- 1994. Galería Manel Mayoral. Barcelona. / Sala d´Art Lola Anglada. Barcelona.

- 1995. Espais. Galería Cartoon. Barcelona. / Tiempos de Grabado en negro. Centro Salvador Allende. Zaragoza. /  Artistas aragoneses en Carrara. Italia.

- 1996. Palacio de Sástago. Zaragoza. /San Giuliano de Terme. Pisa. Italia.

- 1997. Centre Pati Llimona. Barcelona. / Galería Marc Sabata. Barcelona. / Sala Kesse.       Tarragona. / Palacio de Sástago. Zaragoza./Salón Estampa.Madrid.

- 1998.Galería Deocón. Zaragoza. / Palacio de Sástago. Zaragoza. / II Bienal de Arte Gráfico. Palacio de Revillavigedo. Gijón.Salón Estampa. Madrid.

- 1999. Galería Akanthus. Madrid. / VI Certamen Nacional de Grabado. Caja Madrid. Madrid. /Sala Matías Moreno. Toledo. / Diputación Provincial de Cuenca. Cuenca. / Caja Madrid. Barcelona. / Fundación Caja Madrid. Sevilla. / Fundación Caja Madrid. Madrid.

- 2000. Generación 2000. Real Jardín Botánico. Madrid. Exposición itinerante que se presentará en Sevilla, Valladolid, Valencia y Barcelona. / Muestra de Arte Joven. Museo Pablo Serrano. Zaragoza. / Muestra de Arte Joven. Museo de Huesca./ Salón Estampa. Madrid.

- 2001. Salón Internacional del grabado Estampa. Madrid.

- 2002. Salon International de l´Estampe. París. / Palacio de Sástago. Zaragoza. /Edición Madrid. La feria de las Tentaciones. Espacio Casa de Velázquez. Madrid. / Salón Internacional del Grabado Estampa. Stand Casa de Velázquez. Madrid. / Chassés-croisés. CASA DE VELÁZQUEZ. Madrid.

- 2003. Salón Internacional del Grabado Estampa 2003. Espacio Casa de Velázquez. Madrid./    Palacio de Sástago. Zaragoza./ Imágenes de mujer en la plástica española del siglo XX. Museo Pablo Serrano. Zaragoza./ CASA DE VELÁZQUEZ. París./ CASA DE VELÁZQUEZ. Clisson. Nantes. Mater`s. Ciudadela. Pamplona (comisariada por Maria Lluc Fluxá).

- 2004. Exposición estatutaria CASA DE VELÁZQUEZ. Madrid.

- 2005. RELATOS/ERZÄHLUNGEN. Paraninfo. Universidad de Zaragoza. Frauenmuseum. Bonn./ RELATOS/ ERZÄHLUNGEN. Kunstbunker Tumulka. Munich./ Arte Joven. Ibercaja y Delegación del Gobierno de Aragón. Palacio de Villahermosa. Huesca. Museo Pablo Serrano. Zaragoza./ Autorretratos. Sala Juana Francés. Zaragoza.

- 2006. INTERZONAS. Palacio de Sástago. Zaragoza

- 2008. SIETE ARTISTAS ARAGONESAS. Galería ARAGONESA DE ARTE. Zaragoza.

- 2008. RAREZAS DE ARTISTA. Monasterio Nuevo de San Juan de la Peña, Huesca.

- 2009. Genius Loci. Visiones artísticas de una ciudad: Zaragoza. Cajalón. Zaragoza. / Afinidades. Galería A del Arte. Zaragoza./ Un verano, dos veranos, tres veranos. Galería A del Arte. Zaragoza.

- 2010. “Sala de lectura”. Alicia Vela y Lina Vila. Sala Juana Francés. Zaragoza

- 2012. Feria “Más que libros”. Arteria Gráfica. Madrid.

- 2014. “Papiers Sensibles”. Galerie Françoise Souchaud. Lyon. Francia.

- 2014. “100×100”. Galería A del Arte. Zaragoza.

- 2015. “Artistas de la Casa de Velázquez“. Sala Zuloaga, Fuendetodos, Zaragoza